# Sweep (Software)
Sweep ist ein freier Audioeditor und -rekorder für Linux, BSD und kompatible Plattformen. Er unterstützt das Multichannelediting, die Linux Audio Developer’s Simple Plugin API (LADSPA) für Effekt-Plug-ins sowie eine Reihe von Audioformaten, u. a. MP3, WAV, AIFF, Speex und Vorbis. Sweep verfügt weiters über sogenannte DJ-Funktionen wie beispielsweise Pitch-Control und, mittels des Scrubby genannten Stylus-artigen Cursors, Scratchen.
Die Entwicklung der Software wird von den Pixar Animation Studios sowie der australischen Commonwealth Scientific and Industrial Research Organisation unterstützt.